# Konventionen om arbetsinspektion
Konventionen om arbetsinspektion (ILO:s konvention nr 81 angående arbetsinspektion, Convention concerning Labour Inspection in Industry and Commerce) är en konvention som antogs av Internationella arbetsorganisationen (ILO) den 11 juli 1947 i Genève. Konventionen påbjuder medlemsländerna att se till att inspektioner av arbetsplatser utförs systematiskt i landet. Två branscher där undantag tillåts är gruvarbete och transportindustri. Konventionen består av 39 artiklar.

## Ratificering
Konventionen har ratificerats av 145 länder.